# John Robison (nhà vật lý)
John Robison FRSE (4 tháng 2 năm 1739 - 30 tháng 1 năm 1805) là một nhà vật lý và toán học người Anh. Ông là giáo sư triết học tự nhiên (tiền thân của khoa học tự nhiên) tại Đại học Edinburgh.
Là một thành viên của Hiệp hội triết học Edinburgh, khi nhận được lệnh của hoàng gia, ông được bổ nhiệm làm tổng thư ký đầu tiên của Hiệp hội Hoàng gia Edinburgh (1783-98). Robison đã phát minh ra còi báo động và cũng đã làm việc với James Watt để cùng chế tạo một xe hơi chạy bằng hơi nước đời đầu. Sau Cách mạng Pháp, Robison trở nên bất mãn với các yếu tố của Thời kỳ Khai sáng. Ông là tác giả của Proofs of Conspiracy vào năm 1797, một cuộc bút chiến buộc tội Freestyleonry bị Illuminati của Weishaupt xâm nhập. Con trai ông là nhà phát minh Sir John Robison (1778-1843).